# Allium litvinovii
Allium litvinovii är en amaryllisväxtart som beskrevs av Vasiliĭ Petrovich Drobow och Aleksei Ivanovich Vvedensky. Allium litvinovii ingår i släktet lökar, och familjen amaryllisväxter. Inga underarter finns listade i Catalogue of Life.